# روتوایل
روتوایل (به آلمانی: Rottweil) یکی از شهرهای آلمان در ایالت بادن-وورتمبرگ است.

## خصوصیات
روتوایل ۲۴٬۳۷۸ نفر جمعیت دارد.

## خواهرخوانده
شهرهای بروگ، لاکوئیلا و ایمست خواهرخوانده‌های روتوایل هستند.